# Zaszków (gmina)
Gmina Zaszków – dawna gmina wiejska funkcjonująca w latach 1941–1944 pod okupacją niemiecką w Polsce. Siedzibą gminy był Zaszków.
Gmina Zaszków została utworzona przez władze hitlerowskie z terenów okupowanych przez ZSRR w latach 1939–1941, stanowiących przed wojną części gmin Brzuchowice (Borki Dominikańskie, Borki Janowskie, Kościejów, Rokitno, Wulka Hamulecka, Zarudce, Zaszków i Zawadów) i Dublany (Grzęda, Grzybowice Małe i Grzybowice Wielkie) w powiecie lwowskim w woj. lwowskim (obie gminy zniesiono pod okupacją). Obszary te należały w latach 1939–1941 do rejonów żółkiewskiego i lwowskiego.
Gmina weszła w skład powiatu lwowskiego (Kreishauptmannschaft Lemberg), należącego do dystryktu Galicja w Generalnym Gubernatorstwie. W skład gminy wchodziły miejscowości: Borki Dominikańskie, Borki Janowskie, Grzęda, Grzybowice Małe, Grzybowice Wielkie, Kościejów, Rokitno, Wulka Hamulecka, Zarudce, Zaszków i Zawadów.
| Miejscowości / gromady                                          | Rejon w ZSRR (1939–1941) | Gmina (II RP) | Powiat (II RP) |
| --------------------------------------------------------------- | ------------------------ | ------------- | -------------- |
| Kościejów, Rokitno, Wólka Hamulecka, Zarudce, Zaszków i Zawadów | żółkiewski               | Brzuchowice   | lwowski        |
| Borki Dominikańskie i Borki Janowskie                           | lwowski                  | Brzuchowice   | lwowski        |
| Grzęda, Grzybowice Małe i Grzybowice Wielkie                    | lwowski                  | Dublany       | lwowski        |

Po wojnie obszar gminy włączono do ZSRR.